# 酱油曲霉
酱油曲霉（学名：Aspergillus sojae）是属于散囊菌目发菌科曲霉属的一种真菌，可生长在酱油曲等基物上。该种分布于中国、日本等地。